# Stephen Calder
Stephen Calder (conocido como Steve Calder; Detroit, Estados Unidos, 1 de diciembre de 1957) es un deportista canadiense que compitió en vela en la clase Soling.
Participó en los Juegos Olímpicos de Los Ángeles 1984, obteniendo una medalla de bronce en la clase Soling (junto con Hans Fogh y John Kerr).
Ganó una medalla de oro en el Campeonato Mundial de Soling de 1984 y dos medallas en el Campeonato Europeo de Soling, oro en 1983 y bronce en 1987.

## Palmarés internacional
| \| Juegos Olímpicos \| Juegos Olímpicos \| Juegos Olímpicos \| Juegos Olímpicos \| \| Año \| Lugar \| Medalla \| Clase \| \| ----------------------- \| ---------------------------- \| ----------------- \| ---------------- \| \| 1984 \| Los Ángeles (Estados Unidos) \| Medalla de bronce \| Soling \| \| Campeonato Mundial \| \| \| \| \| Año \| Lugar \| Medalla \| Clase \| \| 1984 \| Torbole (Italia) \| Medalla de oro \| Soling \| \| Campeonato Europeo[n 1] \| \| \| \| \| Año \| Lugar \| Medalla \| Clase \| \| 1983 \| Medemblik (Países Bajos) \| Medalla de oro \| Soling \| \| 1987 \| Karlshamn (Suecia) \| Medalla de bronce \| Soling \| |                              |                   |        |
| Juegos Olímpicos |                              |                   |        |
| Año | Lugar                        | Medalla           | Clase  |
| 1984 | Los Ángeles (Estados Unidos) | Medalla de bronce | Soling |
| Campeonato Mundial |                              |                   |        |
| Año | Lugar                        | Medalla           | Clase  |
| 1984 | Torbole (Italia)             | Medalla de oro    | Soling |
| Campeonato Europeo |                              |                   |        |
| Año | Lugar                        | Medalla           | Clase  |
| 1983 | Medemblik (Países Bajos)     | Medalla de oro    | Soling |
| 1987 | Karlshamn (Suecia)           | Medalla de bronce | Soling |

1. ↑  En algunas ediciones del Campeonato Europeo se permitió la participación de regatistas de otros continentes.